# Коляни
Коляни — населенный пункт в общине Лакташи, которая принадлежит энтитету Республике Сербской, Босния и Герцеговина. По результатам югославской переписи населения 1991 года в Колянах проживало 205 человек.

## Население
| 1961                           | 1971 | 1981 | 1991 |
| ------------------------------ | ---- | ---- | ---- |
| 356                            | 271  | 208  | 205  |
| Гистограмма динамики населения |      |      |      |